# 清瀾牙鯻
清瀾牙鯻（學名：Pelates qinglanensis）又稱清瀾叉牙鯻，俗名叉牙栅纹、栅纹，為日鱸目鯻科牙鯻属的其中一種，傳統上歸類於鱸形目。

## 分布
本魚分布於西北太平洋中國海域，模式产地在海南清澜港。

## 特徵
本魚體成紡錘型，側扁，背部高，體長可達28公分。

## 習性
成魚棲息在近海的底層水域，成魚會保護卵並搧動魚鰭提供足夠的氧，生活習性不明。